# Ruellia barbillana
Ruellia barbillana là một loài thực vật có hoa trong họ Ô rô. Loài này được Cufod. miêu tả khoa học đầu tiên năm 1934.